# Jaworzyński Wierch
Jaworzyński Wierch (782 m) – szczyt w masywie Kotonia należącym do Pasma Koskowej Góry. Według regionalizacji Polski Jerzego Kondrackiego pasmo to należy do Beskidu Makowskiego. Jaworzyński Wierch znajduje się w głównym grzbiecie pasma Kotonia, między wierzchołkiem Balinki (708 m) i Groniem (766 m). Na mapie Geoportalu ma nazwę Gorylka. Ze stoków Jaworzyńskiego Wierchu spływa kilka potoków: na zachód i południe do Krzczonówki potok Więcierza i jego dopływ Dworski Potok, potok bez nazwy i Potok Proszkowców, na północną stronę do Trzebuńki Złoty Potok.

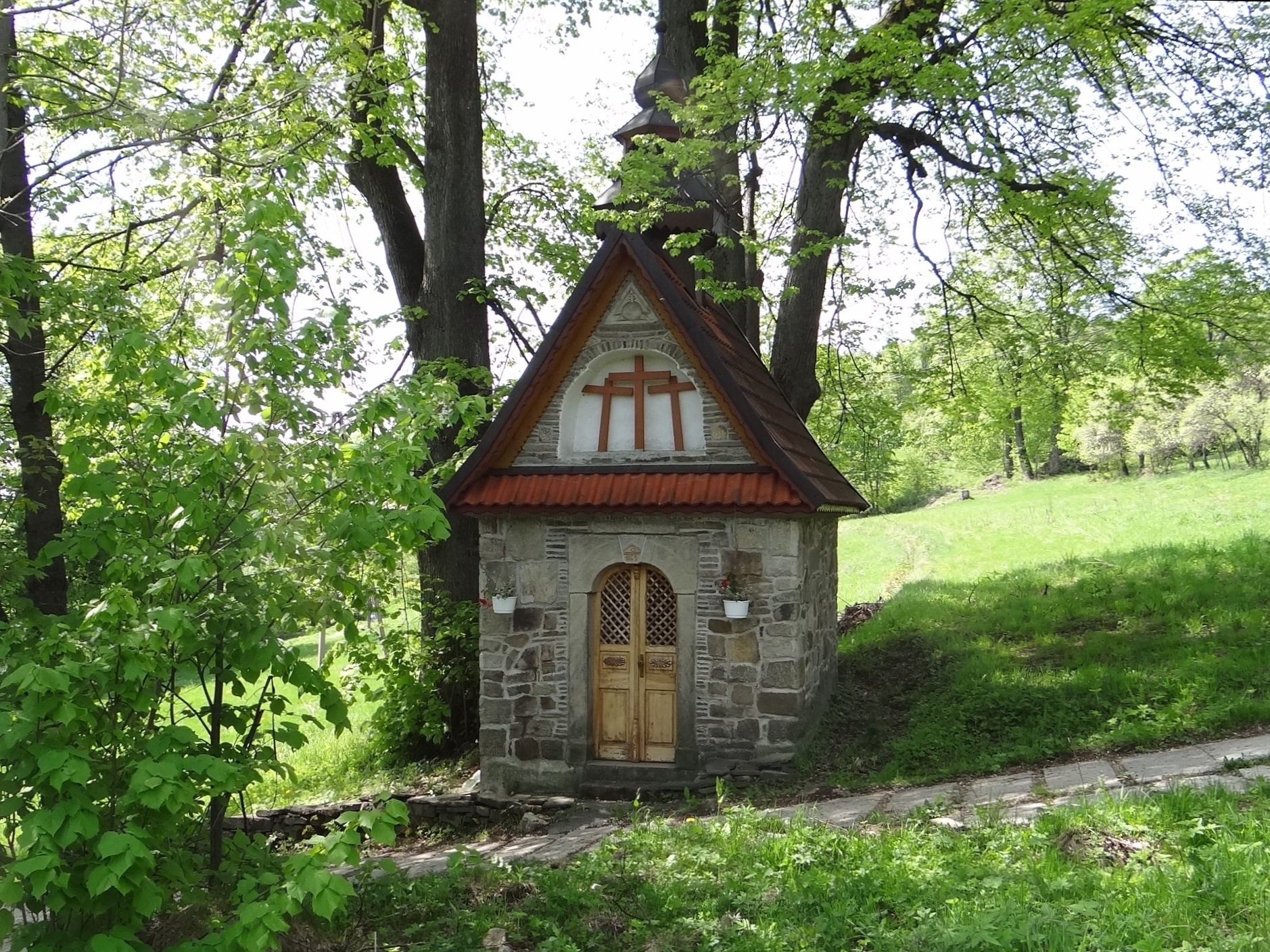
Kapliczka na stokach Jaworzyńskiego Wierchu

Jaworzyński Wierch ma stoki wschodnie i południowe mało strome. Dawniej były one niemal całkowicie bezleśne, zajęte przez pola należącego do Tokarni osiedla Jaworzyny. Zabudowania tego osiedla znajdują się na południowo-wschodnich stokach Jaworzyńskiego Wierchu. Obecnie zaprzestano już wykorzystywania rolniczego niektórych pól i stopniowo zarastają one lasem, niektóre dawniej orne pola zamieniono na pastwiska i łąki. O tym, że były to pola orne świadczą wysokie miedze i kupy kamieni zbieranych z pola po orce. Sam wierzchołek Jaworzyńskiego Wierchu jest zalesiony, ale jego dość rozległa kopuła szczytowa jest bezleśna, dzięki temu jest dobrym punktem widokowym. Znakowany szlak turystyczny omija jednak wierzchołek Jaworzyńskiego Wierchu i prowadzi jego południowo-wschodnimi stokami przez osiedle Jaworzyny, obok odremontowanej kapliczki.

## Szlak turystyczny
Zębalowa – Tokarnia – Groń – Zawadka – Dłużyca